# Kroktjärnen (Bergs socken, Jämtland)
Kroktjärnen är en sjö i Bergs kommun i Jämtland och ingår i Indalsälvens huvudavrinningsområde.